# The Village Voice

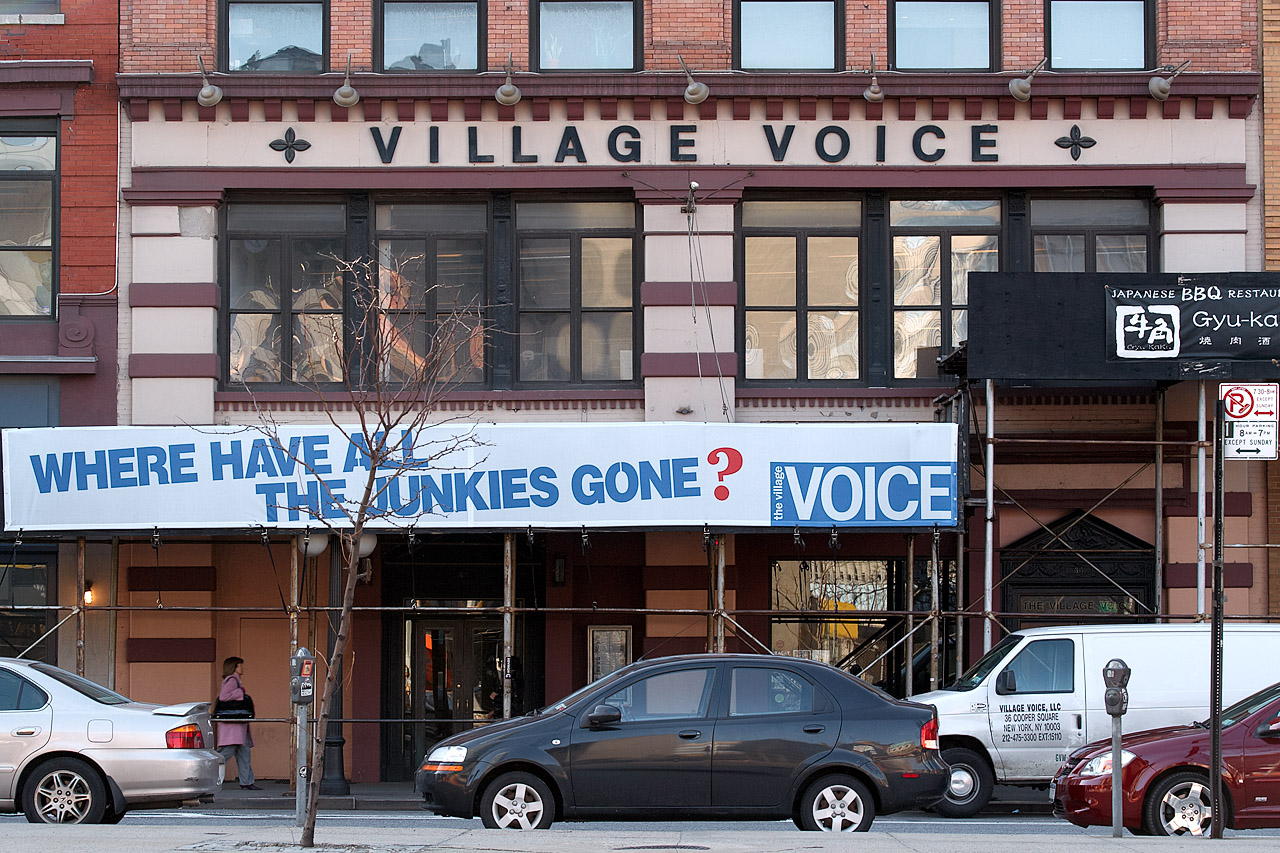
The Village Voice Redaktionsgebäude am Cooper Square 36 in New York City

The Village Voice, kurz Voice, war eine in New York beheimatete amerikanische Wochenzeitung, die investigative Artikel, Analysen aktueller politischer Entwicklungen, Kultur- und Kunstkritiken sowie Veranstaltungshinweise für New York City veröffentlicht. Sie war die erste und wohl bekannteste der als alternative weeklies (deutsch „alternative Wochenzeitungen“) bezeichneten Publikationen. Die letzte gedruckte Ausgabe erschien am 21. September 2017. Die Onlineausgabe wurde fortgeführt.

## Geschichte
Die Voice wurde im Herbst 1955 von Norman Mailer mit den Journalisten Daniel „Dan“ Wolf (1916–1996) und Edwin „Ed“ Fancher (1923–2023) gegründet und nach dem New Yorker Künstler- und Szeneviertel Greenwich Village benannt. Sie hat bahnbrechenden investigativen Journalismus zu der Stadtpolitik von New York City publiziert und berichtet über lokale wie nationale Politik sowie über Kultur, Musik, Tanz, Film und Theater. Eine einflussreiche Musikliste, bekannt als Pazz & Jop wird jedes Jahr aus den „top ten“ von Musikkritikern des ganzen Landes erstellt.
Für die Voice haben viele bekannte Schriftsteller geschrieben, unter anderem Ezra Pound, Henry Miller, Katherine Anne Porter, James Baldwin, e. e. cummings, Nat Hentoff, Tom Stoppard, Lorraine Hansberry, Allen Ginsberg, Michael Musto. 1976 veröffentlichte sie Fritz Langs letztes Interview.
Kunstkritiker der Voice waren z. B. John Perreault (1966–1974), Gary Indiana (1985–1989), Peter Schjeldahl (1990–1998) und Jerry Saltz (1998–2006).
Zu den Wettbewerbern der Voice in New York City zählen New York Press, New York Observer und Time Out New York. Nach jahrzehntelangem Wettbewerbsdruck ist die Voice seit 1996 kostenlos. Sie gehörte zu den auflagenstärksten Wochenzeitungen und einflussreichsten amerikanischen Organen.
Einige Zeitungen in den USA gehören der Voice: City Pages (Minneapolis-St. Paul), L.A. Weekly, Nashville Scene, OC Weekly, und Seattle Weekly.
Die Voice kündigte am 22. August 2017 an, dass sie ihre Print-Version zu einem noch bekannt zu gebenden Datum einstellen werde. Die letzte gedruckte Ausgabe erschien am 21. September 2017.

## Backpage Sexhandel
Backpage, eine Website für Kleinanzeigen, die derselben Muttergesellschaft wie Village Voice gehörte, wurde als Knotenpunkt für Prostitution von Erwachsenen sowie auch Minderjährigen verwendet. Nach einem 2012 erschienenen Artikel von Nicholas Kristof in der New York Times darüber, wie eine junge Frau  durch Backpage angeboten worden sei, und einer Gegendarstellung der Village Voice, antwortete Kristof, dass die Village Voice durch ihren Angriff auf investigative Journalisten zum Handlanger von Zuhältern werde.
Nach wiederholten Boykottaufrufen wurde The Village Voice an die Voice Media Group verkauft.